# Relaciones Colombia-Guatemala
Las relaciones Colombia-Guatemala son las relaciones internacionales entre Colombia y Guatemala. Colombia tiene una embajada residente en Ciudad de Guatemala y Guatemala tiene una embajada residente en Bogotá. Ambos países iniciaron relaciones bilaterales el 1 de enero de 1825. Colombia es el quinto país con el que Guatemala estableció relaciones diplomáticas.
En junio de 2016, Colombia se colocó como el socio comercial para exportaciones de Guatemala número 25 y de importaciones con el puesto número 7. Para Colombia, Guatemala se posicionó como socio comercial para sus exportaciones el puesto número 23 y para sus importaciones el puesto número 46. El Tratado de Libre Comercio firmado entre la República de Guatemala y la República de Colombia fue aprobado por el Congreso de Guatemala el 10 de marzo del 2009 (Decreto n.º 10-2009) y entró en vigor el 12 de noviembre de 2009.